# Elbaşı, Solhan
Elbaşı là một xã thuộc huyện Solhan, tỉnh Bingöl, Thổ Nhĩ Kỳ. Dân số thời điểm năm 2010 là 252 người.